# Bócsa
Bócsa es un pueblo ubicado en el distrito de Kiskőrös, en el condado de Bács-Kiskun, Hungría.

## Superficie
Posee una superficie de 97,04 kilómetros cuadrados.

## Demografía
Hasta 2019 la población era de 1892 habitantes, con una densidad de población de 19,50 habitantes por kilómetro cuadrado.